# دينيسي روتشا
دينيسي روتشا (بالبرتغالية: Denise Rocha‏) هي عارضة برازيلية، ولدت في 5 ديسمبر 1983 في برازيليا في البرازيل.